# John Slidell

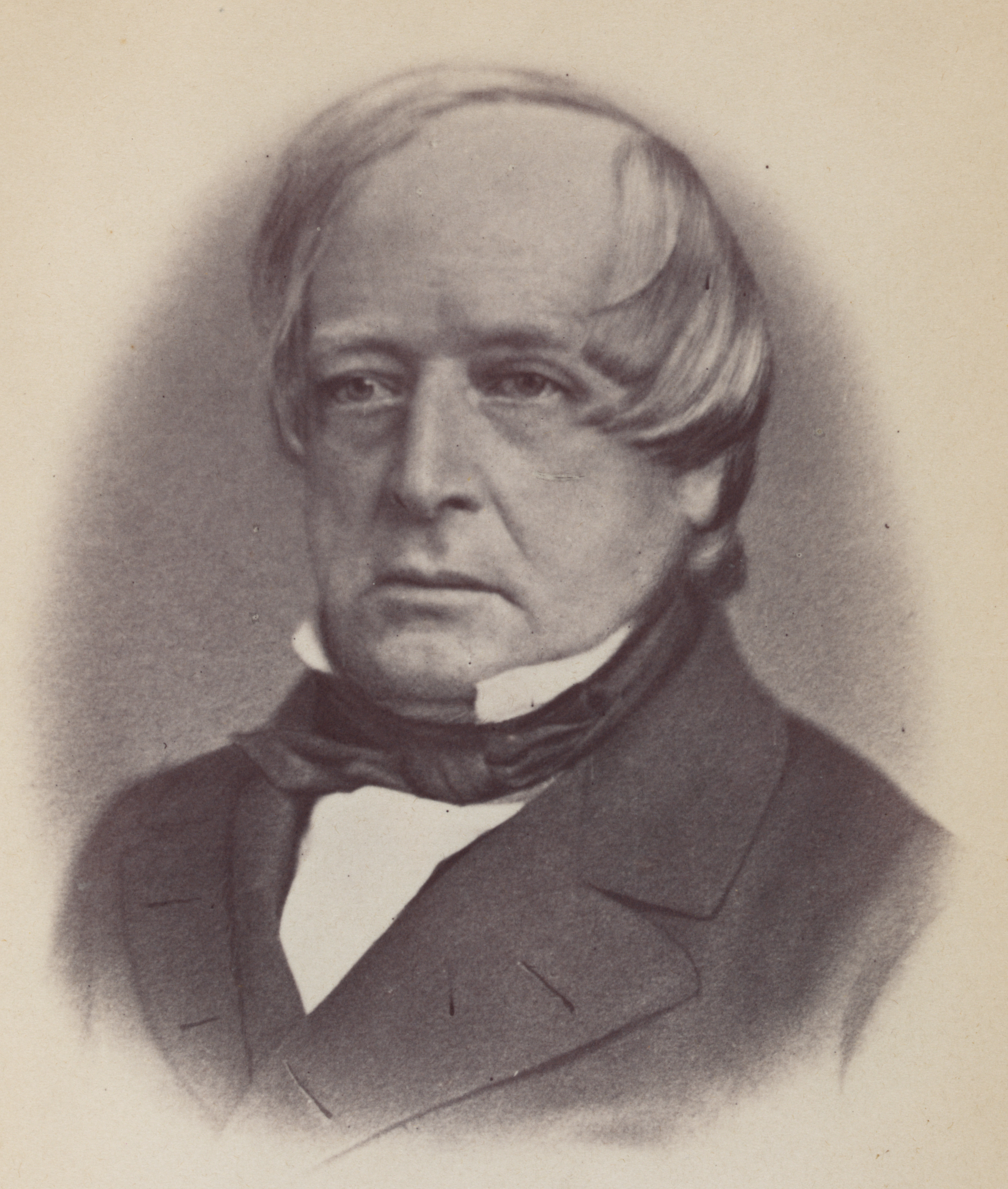
John Slidell (1859)

John Slidell (* 1793 in New York City, New York; † 9. Juli 1871 in Cowes, Isle of Wight, England) war ein US-amerikanischer Jurist und Politiker. Zwischen 1843 und 1861 vertrat er mit einer Unterbrechung den Bundesstaat Louisiana in beiden Kammern des Kongresses.

## Leben
John Slidell war der ältere Bruder von Alexander Slidell Mackenzie (1803–1848), der aber seinen Nachnamen geändert hat. Im Jahr 1810 absolvierte John das Columbia College, die spätere Columbia University in New York City. Nach einem Jurastudium und seiner Zulassung als Rechtsanwalt begann er in diesem Beruf zu arbeiten. Außerdem war er im Handel tätig. Um das Jahr 1819 zog er nach New Orleans, wo er als Anwalt praktizierte. Politisch schloss er sich der 1828 von Andrew Jackson gegründeten Demokratischen Partei an. Zwischen 1829 und 1833 war er Bundesstaatsanwalt in seiner neuen Heimat. Im Jahr 1828 kandidierte er noch erfolglos für das Repräsentantenhaus der Vereinigten Staaten. In den Jahren 1834, 1836 und 1848 scheiterten seine ersten Versuche, in den US-Senat gewählt zu werden.
Bei den Kongresswahlen des Jahres 1842 wurde Slidell in das US-Repräsentantenhaus in Washington, D.C. gewählt, wo er am 4. März 1843 sein neues Mandat antrat. Nach einer Wiederwahl konnte er es bis zu seinem Rücktritt am 10. November 1845 ausüben. Während seiner ersten Amtszeit war er Vorsitzender des Ausschusses für private Landansprüche. Er galt schon damals als überzeugter Anhänger der Südstaaten in Bezug auf deren Haltung zur Frage der Rechte der Einzelstaaten gegenüber dem Bund. Im Vorfeld des Mexikanisch-Amerikanischen Krieges war Slidell auch diplomatisch bei Verhandlungen mit Mexiko tätig. Dabei empfahl er der Bundesregierung, militärische Stärke gegenüber den Mexikanern zu zeigen. Eine Ernennung zum amerikanischen Gesandten in diesem Land scheiterte daran, dass er von Mexiko nicht akzeptiert wurde. Im Jahr 1853 wurde ihm eine ähnliche Position in Mittelamerika angeboten, die er aber ablehnte.
Nach dem Rücktritt von Pierre Soulé wurde Slidell zu dessen Nachfolger als Class-3-Kategorie-Senator im US-Senat gewählt. Dieses Amt bekleidete er nach einer Wiederwahl zwischen dem 5. Dezember 1853 und seinem Rücktritt am 4. Februar 1861. Zwischenzeitlich leitete er den Ausschuss für Straßen und Kanalangelegenheiten. Seine Zeit im Senat war überschattet von dem zunehmenden Gegensatz zwischen den Nord- und den Südstaaten im Vorfeld des Bürgerkrieges. Slidell war, obwohl er ursprünglich aus dem Norden stammte und in New York aufwuchs, ein glühender Anhänger des Südens. Allerdings war er zunächst nicht für eine Abspaltung der Südstaaten. Nachdem die Südstaaten aber nach der Wahl von Abraham Lincoln zum neuen Präsidenten diesen Weg einschlugen, schloss er sich der Sezession an. In der Folge legte er sein Mandat als US-Senator am 4. Februar 1861 nieder.
Im November 1861 war Slidell eines der Opfer der Trent-Affäre. Zusammen mit James Murray Mason, einem anderen Südstaatenpolitiker, war er damals an Bord eines britischen Postschiffes, das illegalerweise von der Flotte der Nordstaaten aufgebracht wurde. Die beiden Politiker gerieten in Gefangenschaft der Union. Der Vorfall löste einen großen diplomatischen Konflikt zwischen Großbritannien und den USA aus, der leicht zum Kriegseintritt der Briten auf Seiten der Konföderierten hätte führen können. Am 25. Dezember lenkte Washington ein und verfügte über die Freilassung der beiden Gefangenen. Slidell reiste nach Paris, um dort die Interessen der Konföderierten Staaten zu vertreten. Seine Mission, die völkerrechtliche Anerkennung der Konföderation durch Frankreich zu erreichen, scheiterte allerdings. Es gelang ihm aber, private Investoren aufzutreiben, die ihm ein Darlehen von 15 Millionen Dollar für ein Kriegsschiff für die Südstaaten (CSS Stonewall) gewährten. John Slidell lebte auch nach dem Bürgerkrieg in Paris.
Er starb am 9. Juli 1871 in Cowes auf der Isle of Wight und wurde auf einem privaten Friedhof nahe Paris beigesetzt.